# Maija Rask
Maija-Liisa Rask (ur. 28 stycznia 1951 w Turku) – fińska działaczka polityczna i samorządowa, pielęgniarka, posłanka do Eduskunty, w latach 1999–2003 minister edukacji.

## Życiorys
Wykwalifikowana pielęgniarka, uzyskała uprawnienia do nauczania tego zawodu. Magisterium z zakresu nauk o edukacji uzyskała w 2006 na Uniwersytecie Lapońskim. W latach 1974–1984 pracowała jako pielęgniarka w Uppsali i Kemi. Od 1985 była nauczycielką pielęgniarstwa. Zaangażowała się w działalność polityczną w ramach Socjaldemokratycznej Partii Finlandii. W 1985 weszła w skład rady miejskiej Kemi.
W 1991 po raz pierwszy zasiadła w fińskim parlamencie. Mandat deputowanej do Eduskunty sprawowała nieprzerwanie do 2007, kiedy to nie uzyskała reelekcji. Od kwietnia 1999 do kwietnia 2003 zajmowała stanowisko ministra edukacji w drugim rządzie Paava Lipponena. W 2012 na macierzystym uniwersytecie uzyskała doktorat z filozofii.